# فانير

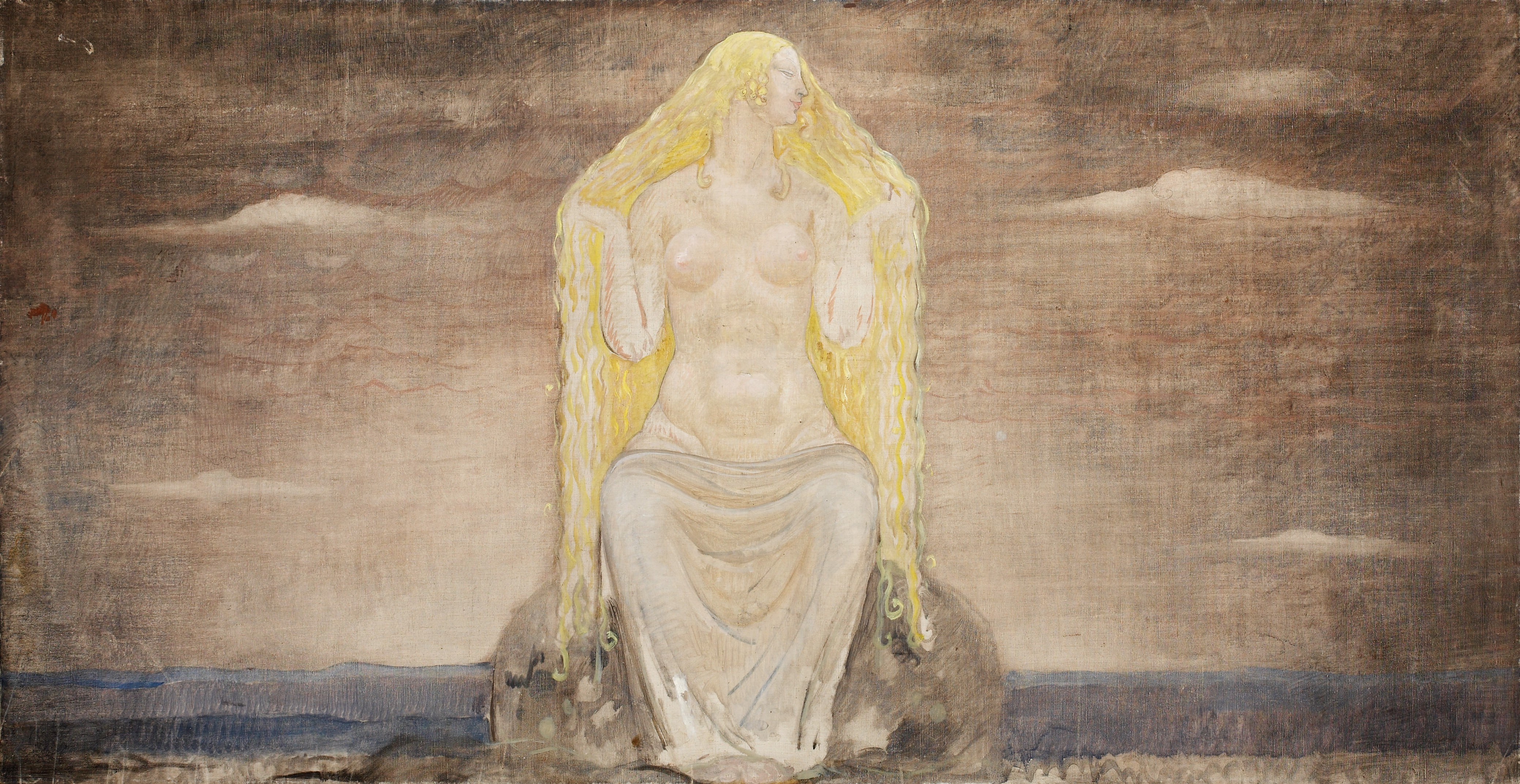
فرييا، جون باور (1882 ــ 1918)

الفانير (فانير). بالنرويجية القديمة: فانير، مفردها فان. ووفقا للأساطير الإسكندنافية، هم مجموعة من الآلهة ارتبطت بالخصوبة، الحكمة، الطبيعة، والقدرة على رؤية المستقبل. وهم إحدى مجموعتي الآلهة في تلك الأساطير، (المجموعة الأخرى هم الآسر)، وقد سكنوا في عالمهم فاناهايم، والذي يعني بالنرويجية القديمة: عالم الفانير. وبعد الحرب بين الآسر والفانير، اعتبروا كجزء من مجمع الآسر، وفعليا فإن العديد من آلهة الفانير قد اعتبروا جزءا من الآسر حتى قبل وقوع هذه الحرب.
وقد ذكر اسم الفانير في قصائد نثر إيدا، (وهي مجموعة من الأشعار المأخوذة من النسخة الأصلية لقصائد شعر إيدا ومن سجلات هايمسكرينغلا واللذان تم جمعهما في القرن الثالث عشر من قبل المؤرخ الأيسلندي سنوري ستورلسون)؛ بالإضافة إلى بعض الأشعار النرويجية القديمة. ولم يذكر الفانير إلا في المصادر الإسكندنافية. وأحيانا تم تحويل اسمهم باللغة الإنكليزية إلى Wanes (مفردها Wane).
أغلب هذه المصادر تتحدث عن أن كلا من نيورد، وابنه فريي، وابنته فرييا. كانوا أعضاء من الفانير. وأضافت القصيدة النثرية هيمسكرينغلا (والتي كتبت بأسلوب هوميروس)، أيضا أخت نيورد (بدون ان يتم ذكر اسمها)، والإله كفايسير، إلى قائمة الفانير. كما تروي قصة حول تورط الملك سفيغدر بالذهاب إلى فاناهايم، في ملاحقته لأمرأة تدعى فانا، وهناك تزوجا وأنجبا طفلا دعي اسمه فانلاندي (الذي يعني الرجل القادم من عالم الفانير).
كما قامت بعض النظريات غير الموثقة بضم كل من هيمدال، حارس بيفروست، والإله أول إلى هذه المجموعة. وفي إيدا النثرية تم ذكر الخنازير البرية على أنها (أولاد فان). وقد ربط بعض المؤرخين الفانير بالقطع الذهبية الصغيرة التي وجدت في اسكندنافية في إحدى المشاريع المعمارية. والتي تعود إلى حقبة الهجرة في عصر الفايكنج، والمدفونة ضمن القبور. ووضعوا نظرية مفادها أن الفانير بشكل عام يمثلون إما الآلهة الهندو-أوروبية القديمة، أو آلهة الخصب لدى الهندو-أوروبيين. ومن الممكن أن يكونوا قد اعتبروا مجرد آلهة دخيلة لدى الوثنيات الأنجلو ساكسونية.

## أصل كلمة الفانير
قام عدة باحثين بوضع نظريات مختلفة حول أصل كلمة الفانير، فقال ر.إ. بايج، بما أنه ليس هنالك تأكيد حول أصل هذه الكلمة، فعلى الأغلب فإن الكلمة النرويجية القديمة (فينر)، باللغة النرويجية القديمة (Vinr)، والتي تعني الصديق، والكلمة اللاتينية، فينوس، إله الحب والجمال. ذات اشتقاق واحد.

## الشهادات

### قصائد إيدا النثرية

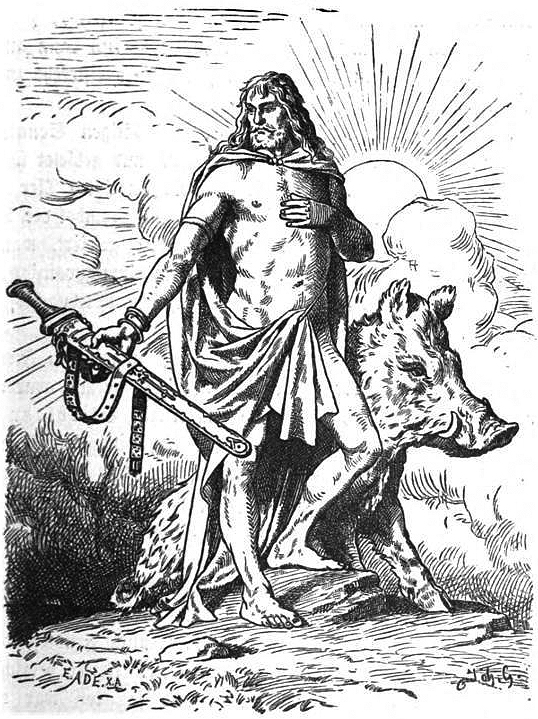
الشمس تشع من خلف الفانير، الإله فريي مع خنزيره البري غولينبورستي (1901)، جوهانيس غيهرتس

ظهر الفانير في قصائد إيد النثرية، كمجموعة في قصائد: فولوسبا، فافثرونيسمال، سكيرنيسمال، ثريمسكفيدا، ألفيسمال وسيغردريفومال. ففي فولوسبا، وصف أحد المقاطع الحرب بين الآسر والفانير، ولكن لم يقم الفانير بتحطيم أسوار قلعة الآسر، مع أن الفانير كانوا أشداء، لايقهرون، وقد ارتعدت الأرض تحت أقدامهم.
في فافثرونيسمال، قام غانغرادر، والذي هو الإله أودين، بالاشتراك في لعبة تعتمد على الدهاء مع العملاق فافثرودنير، فسأله من أين أتى الإله نيورد، والذي هو من الفانير، حتى أن لديه كل هذه المعابد، وخاصة وأن نيورد لم يكن أساسا من الآسر. فأجاب فافترودنير بأن نيورد قد ولد في فاناهايم بفعل قوى حكيمة، وأنه اُستبدل كأسير حرب بعد حرب الآسر مع الفانير، وأنه بعد معركة راغناروك سيعود مرة أخرى إلى أرض الفانير الحكماء.
وتتألف ألفيسمال من عدة أسئلة وأجوبة بين القزم ألفيس والإله ثور. ففي هذه القصيدة يتحدث ألفيس عن عدة مجموعات من بينها الفانير للإشارة إلى عدة مواضيع مختلفة. فأسند ألفيس تسعة بنود إلى الفانير. ففي الأرض (الطرق)، وفي السماء (حياكة الرياح)، وفي الغيوم (طائرات الرياح الورقية)، وفي الهدوء (نسيم الهواء)، وفي البحر (الأمواج)، وفي النار (الحرائق الهائلة)، وفي الغابات (الصولجان)، وفي البذور (النمو)، أما في الجعة (الرغوة).
وذكرت قصيدة ثريمسكفيدا أن الإله هيمدال قد امتلك معرفة المستقبل، (كبقية الفانير). أما سيغردريفومال فقد ذكرت أن الفانير امتلكوا الميد المقدس (والميد عبارة عن مشروب كحولي مصنوع من العسل والماء)، ففي هذه القصيدة، قامت إحدى الفالكيير، وهي سيغردريفا، بإعطاء معرفة الأبجدية الصوفية للبطل سيغورد. فذكرت سيغردريفا أن هذه الأبجدية قد نحتت ذات مرة لعدة مخلوقات، وآلهة، وغيرهم. ولكن بعد ذلك تم إخفاء هذه الأبجدية بمسحها بالميد المقدس، وإن من امتلك هذا الخمر هم الآسر، البشر، الإلف، بالإضافة إلى الفانير.
أما في سكرينسمال، فقد سألت العملاقة الجميلة جيردر، في مقابلتها لسكيرنير، رسول الإله فريي، فيما إذا كان من الإلف أو من الآسر أو من (الفانير الحكماء)، وكان جواب سكيرنير بأنه ليس من أي إحدى هذه المجموعات. في نهاية القصيدة فقد نجح سكيرنير في تهديداته لجيردر (لجعلها تقبل محبة فريي)، وقدمت جيردر كأس من الكريستال مملوء بالميد، ظانة منها أنها لن تحب أحدا من الفانير.

### قصائد إيدا الشعرية

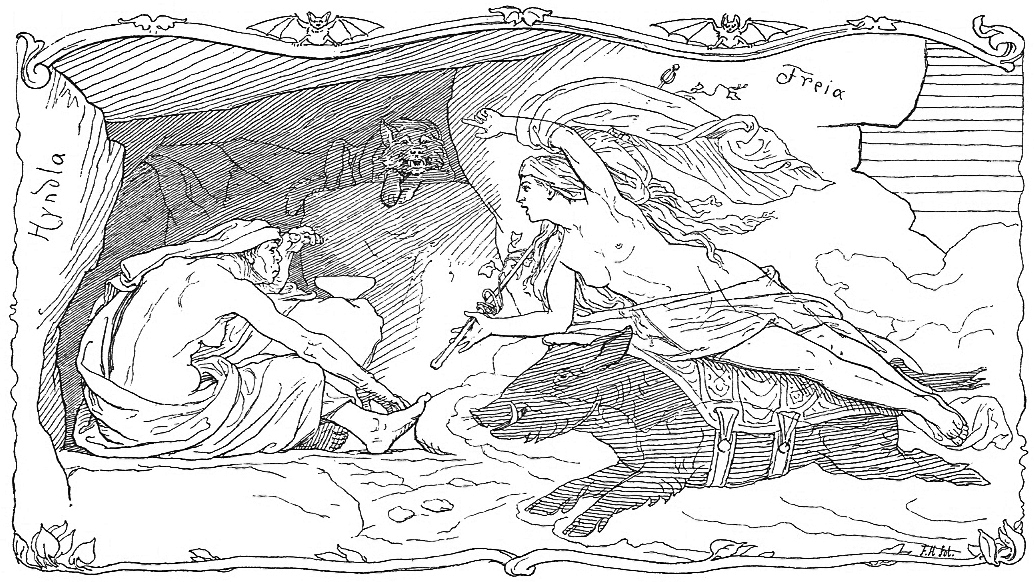
محاطة بخنزيرها هيلديسفيني، الإلهة فرييا (اليمين) (1895)، بريشة لورينز فروليش

ذكر اسم الفانير في قصائد إيدا الشعرية، في قصائد غيلفاغينينغ، سكالدسكابارمال. ففي المقطع 23 من غيلفاغينينغ، ذكر الملك هار المعظم، بأن الإله نيورد قد ترعرع في فاناهايم، وأن خلال حرب الآسر والفانير، قام الفانير بإرسال نيورد كرهينة إلى الآسر. وأن الآسر قد أرسلوا الإله هونير إلى الفانير. وأن إرسال نيورد كان السبب في المصالحة بين الآسر والفانير وإنهاء الحرب بينهما.
أما المقطع 35 فقد ذكر شرحا مطولا عن الإلهة فرييا، مشيرا إلى أن أحد أسماءها هو (ديس أو روح الفانير). وفي نفس المقطع أيضا، فقد قال هار: امتطت الإلهة جنا حصانها هوففاربنر، وقد كان لهذا الحصان القدرة على السير في الهواء وفوق البحار، وأكمل هار: ((حالما رآها أحد الفانير وهي تمتطي حصانها))، وأن هذا الفانير، غير مذكور الاسم، قال (وفقا لنفس المصدر المذكور):
"ما الذي يحلق هناك؟
ما الذي يسافر هناك؟
أو الذي يتحرك في الهواء؟"
أجابت جنا
أنا لا أطير
مع أنني أسافر
وأطير في الهواء
على هوففاربنر
الذي يمتلكه هامسكيربير
مع غاردروفا.
في المقطع 57 من قصيدة سكالدسكابارمال، يشرح الإله براجي أصل الشعر، وأنه يعود إلى الحرب بين الآسر والفانير. فخلال الاجتماع لعقد السلام بين الآسر والفانير، والذي تمثل بالبصق في وعاء، وعند مغادرتهم قررت الآلهة ألا يرموا ما خلفوه بل يحتفظوا به كدليل على السلام، ومن المخلفات التي تركوها خلقوا رجل، كفايزير، والذي تم قتله لاحقا من قبل الأقزام، ومن دماءه صنع (خمر الشعر).
في المقطع 6، ذكرت اسم نيورد، متضمنة (من سلالة الفانير). مستشهدة بقصيدة اسكندنافية قديمة من القرن الحادي عشر وهي ثوردر سياركسون، وقد وصفت نيورد بأنه من الفانير. أما في المقطع السابع، فقد ذكرت اسم فريي، بما في ذلك الأسماء التي تشير إلى ارتباطه مع الفانير (إله من الفانير)، (من سلالة الفانير)، أو (فان). كما تكرر اسم فرييا كإحدى الفانير. ففي المقطع 20 ذكر بعض أسماء فرييا من ضمنها، (ربة من الفانير)، (سيدة الفانير)، وفي المقطع 37 ذكرت القصيدة فرييا على أنها (عروس الفانير)، وفي المقطع 75، ذكر أسماء بعض الخنازير على أنها (أولاد الفانير).

### هايمسكرينغلا

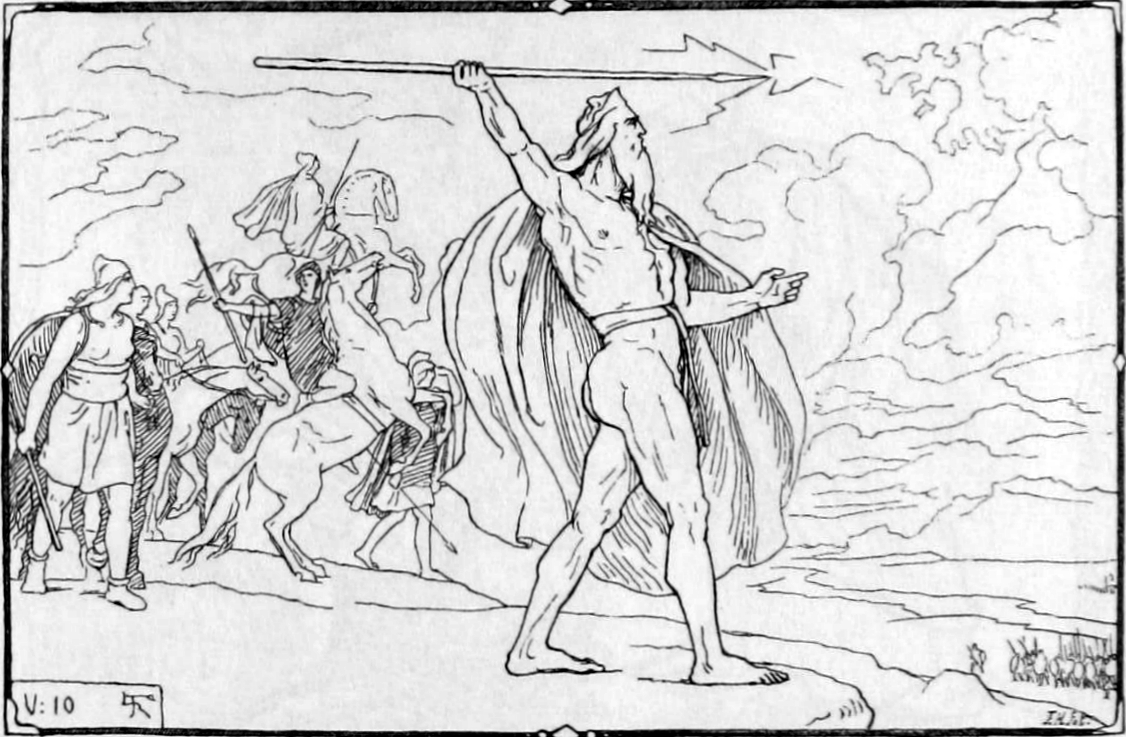
أودين يرمي رمحه على الأعداء الفانير، (1895)، بريشة لورينز فروليش

في هايمسكرينغلا، جزء ملحمة ينغلينغا (المقطع الرابع)، تحدث عن حرب الآسر والفانير على طريقة هوميروس. أثناء السلام، اتفق الطرفان على تبادل الرهائن بينها، فأرسل الفانير كلا من نيورد وفريي وفرييا، وبالمقابل فقد أرسل الآسر هونير وميمير، وحالما حصل الفانير على ميمر، أرسلوا أذكاهم، كفايسير إلى فاناهايم، وجعلوا هونير رئيسا عليهم، وأشركوه في اجتماعاتهم حيث كانوا يأخذون رأيه في القضايا الصعبة المتعلقة، فكان رأيه دائما «دعوا الآخرون يقررون»، فشك الفانير بأنهم قد تم التحايل عليهم، فقاموا بقطع رأس ميمر وأرسلوه إلى الآسر.
وقد وصف نفس المقطع أنه وبينما كان نيورد يعيش بين الفانير، كانت زوجته (غير المسماة) هي أخته، وقد أنجب الزوجان طفلين، فريي وفرييا، من ناحية ثانية، (كان الزواج من الأقارب عند الآسر ممنوع)، حسب رأي أودين، وتحول نيورد وفريي إلى كهنة يطالبون بالتضحيات، وكانوا معروفين كآلهة بين الآسر، وكانت فرييا كاهنة، (وكانت أول من علم الآسر السحر الذي كان منتشرا بين الفانير).
في المقطع 15 ذكر بأن الملك سفيغدير قد تزوج امرأة تدعى فانا في فانالاند، السويد. وقد أنجب الزوجان طفلا أسماه فانلاند، (بالنرويجية القديمة«الرجل القادم من أرض الفانير»).

## التسجيلات الأثرية

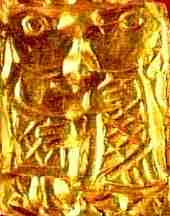
بينهما غصن بأوراق، شخصيتين مرسومتين على رقاقة ذهبية يعود تاريخها إلى حقبة الهجرة في بداية عصر الفايكينغ

اكتشفت في عدة مناطق في إسكندنافيا رقائق ذهبية مزينة بصوير لشخصيات مختلفة ويعود تاريخها إلى حقبة الهجرة في عصر الفايكنج (عرفت هذه الرقائق باسم غولغوبير، ففي صندوق واحد فقط تم اكتشاف أكثر من 2.500 رقاقة)، وقد وجد أغلبها في مواقع المباني، ونادرا في المقابر. كانت صور الشخصيات في بعض الأحيان مفردة، أحيانا لحيوانات وأحيانا أخرى صورة لرجل وامرأة مع غصن مغطى بأوراق شجر بينهما، متواجهان مع بعضهما، وهذه الشخصيات كانت دائما بثياب، وفي بعض الأحيان منحنون على ركبهم. وبحسب رأي الباحث هيلدا إليس دافيدسون فإن هاتين الشخصيتين كانتا تتشاركان بالرقص، وأنهما لربما متواصلان مع الفانير في إحدى حفلات الزفاف، ممثلة فكرة الزفاف الإلهي، كما هي مذكورة في قصائد إيدا الشعرية، قصيدة هايمسكريغلا، بين الإله فريي وحبيبته جيردر.

## نظريات الباحثون
كإلهة الفانير فرييا، فإن الفانير لم يظهروا خارج حدود اسكندنافيا. وبشكل عام فإن الباحثين ومن خلال متابعتهم للفانير سواء من خلال فولوسبا أو قصائد إيدا لسنوري ستورلسون، فقد أعطوا أهمية للحرب الدائرة بين الآسر والفانير. والتي من المحتمل أن تكون نسخة عن حرب حقيقية وقعت بين القبائل. كما أنهم اهتموا فيما إذا كان الفانير آلهة لشعوب خاصة.
فبعض الباحثين أكدوا أن الفانير لم يذكر اسمهم خارج حدود اسكندنافيا. مع أن بعض الدلائل تشير إلى أن الإله فريي هو نفسه الإله الجرماني إنغ، الذي ذكر اسمه أيضا عند قدماء الجرمان على أنه انغواز، وفي هذه الحالة فإن هذا الإله معروف أيضا لدى القوطيين. في الآونة الأخيرة فقد طرح جورج دوميزيل نظرية معتمدة على هيمنة التشابه بين الهندو أوروبية، فقد ذكر أن آلهة الفانير (كآلهة الآسر)، قد أتت من المناطق الموجودة قبل الجرمانية إلى الديانات الجرمانية والتي تجسدت في ثلاث وظائف أساسية مجتمعة على كونها آلهة الخصوبة الأرضية.
أما هيلدا إليس دايفدسون، فقد رأت في نظرياتها أن جميع زوجات الآلهة هن بشكل عام من الفانير، ولم تلد ولا واحدة منهن أولادا من العمالقة. وقد ذكرت دايفيدسون أن «كلا من الفانير وأودين قد عرضاأكثر القصص عدائية في الروايات المسيحية عن الشخصيات الأسطورية». أما ألارك هول فقد ربط بين الفانير والإلف، وقام كلا من جوزيف س هوبكينز، وهاوكير ثورغيرسون، ببناء نظرية معتمدة على عالم الآثار أولي كروملين بيديرسين وآخرون، مفادها ربط الفانير مع عمال سفن الدفن لدى الشعوب الجرمانية الشمالية، فاقترحوا أن نموذج سفينة الدفن لدى الشعوب الجرمانية الأوليين في «حقل الموت» قد يكون مجرد تصوير لكل من حياة الإلهة فرييا الأخرى وموطنها فولكفانغر من جهة ومن جهة أخرى «نيوركسناوانغ» أو حقل الرضا، والذي من الممكن أن يكون أول العناصر المرتبطة بوالد فرييا الإله نيورد.
في عام 2010 بنى رودولف سيميك تحليلا من قبل لوت موتز، مفاده بأن الفانير أصلا ليس أكثر من مصطلح عام للآلهة مثل الآسر، وأن اعتبارها كآلهة متميزة لم يكن بشيء سوى اختراع من سنوري. وبالتالي فإن الفانير ليسوا سوى من نسج الخيال بين القرنين 13 و 20. ويدعم سيميك نظريته من خلال تحليل إحصائي في نفس النشرة الأكاديمية، لمجموعة صغيرة من الأعراف الشعرية. مما يوحي بأن مصطلح الفانير كان «أسلوب معلق» استخدم كبديل موزون للآسر. بالمقابل فقد انتشرت نظرية متزامنة، تفيد حسب كلايف تولي، أن مصطلح الفانير نشأ في الاستخدام التاريخي، وفي حالة إنكاره فإنه سيكون تحريفا للأدلة التي تقول أن سنوري هو المصدر الرئيسي للفانير. ويضيف بأن الفانير، وبالعودة إلى نظرية الأصول الهندو أوروبية، ليسوا سوى تعزيز للآسر من خلال العلاقة المساهمة وقدرتهم على استيعاب الآخرين وتقبلهم للتضحية. وبالإستمرار في نفس النظرية، فقد قال ليسزيك ب. سلوبيكي بأن الفانير كانوا أكثر تميزا من أقرانهم الآسر، وباستثناء فرييا وفريي، واللذان وُلدا حسب رؤية سنوري بعد أن أصبح نيورد رهينة لدى الآسر، والذان عرفا بآسيك، وبالتالي فإن راغناروك لم يكن لها تأثير على عالمهم.

## التأثير الحديث
ذكر الفانير في العصر الحديث في القصيدة الشعرية الدانماركية، «معلومات عن عادات الآلهة الشمالية» (1819)، آدم غوتلوب أويهلينشلاغير. كما سميت بعض العبادات الوثنية الجرمانية الجديدة، فاناترو، (ويعني أولئك الذين يقدسون الفانير).